# Liste der Biografien/Tsh
Liste der Biografien |
Portal Biografien |
Personensuche
# |
A |
B |
C |
D |
E |
F |
G |
H |
I |
J |
K |
L |
M |
N |
O |
P |
Q |
R |
S |
T |
U |
V |
W |
X |
Y |
Z |
?
 
Ta |
Tc |
Te |
Tf |
Tg |
Th |
Ti |
Tj |
Tk |
Tl |
Tm |
To |
Tq |
Tr |
Ts |
Tu |
Tv |
Tw |
Tx |
Ty |
Tz
 
Tsa |
Tsc |
Tse |
Tsh |
Tsi |
Tsj |
Tso |
Tsu |
Tsv |
Tsy |
Tsz
Die Liste der Biografien führt alle Personen auf, die in der deutschsprachigen Wikipedia einen Artikel haben. Dieses ist eine Teilliste mit 42 Einträgen von Personen, deren Namen mit den Buchstaben „Tsh“ beginnt.

## Tsh

### Tsha
- Tshabalala, Siphiwe (* 1984), südafrikanischer FußballspielerSiphiwe Tshabalala (* 1984)

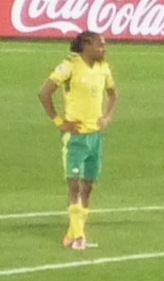
Siphiwe Tshabalala (* 1984)

- Tshabalala-Msimang, Manto (1940–2009), südafrikanische Politikerin
- Tshabangu, Sengezo, simbabwischer Politiker
- Tshamala, Aurelie (* 1998), deutsche Laiendarstellerin
- Tshangyang Gyatsho (1683–1706), sechster Dalai Lama
- Tsharchen Losel Gyatsho (1502–1566), Oberhaupt der Tsar-Tradition, der Sakya-Unterschule des tibetischen Buddhismus; Gründer des Klosters Dar Thrangmochen
- Tshaye, Merhawit (* 2000), äthiopische Diskuswerferin

### Tshe
- Tsheehama, Peter (1941–2010), namibischer Politiker (SWAPO)
- Tshekiso, Magare, botswanischer Boxer
- Tshelpa Künga Dorje (1309–1364), Fürst von Tshelpa, Verfasser der Roten Annalen, Geistlicher der Tshelpa-Kagyü-Schule des tibetischen Buddhismus
- Tshering Tshomo, bhutanische Politikerin
- Tshering, Doma (* 1968), bhutanische Diplomatin
- Tshering, Jigme (* 1959), bhutanischer Bogenschütze
- Tshering, Lhendup (* 1947), bhutanischer Bogenschütze
- Tshering, Lotay (* 1969), bhutanischer Politiker, Ministerpräsident von Bhutan
- Tshering, Passang (* 1976), bhutanischer Fußballspieler
- Tshering, Pem (* 1975), bhutanische Bogenschützin
- Tshering, Pema (* 1951), bhutanischer Bogenschütze
- Tshering, Ugyen (1954–2024), bhutanischer Politiker
- Tsheten Drölma (* 1937), tibetische Sängerin und Politikerin
- Tsheten Shabdrung Jigme Rigpe Lodrö (1910–1985), tibetischer Geistlicher der Gelug-Schule

### Tshi
- Tshibala, Bruno (* 1956), kongolesischer Politiker
- Tshibamba, Joël Omari (* 1988), kongolesisch-niederländischer Fußballspieler
- Tshibangu Tshishiku, Tharcisse (1933–2021), kongolesischer Geistlicher, römisch-katholischer Bischof von Mbujimayi
- Tshibola, Aaron (* 1995), englisch-kongolesischer Fußballspieler
- Tshiembe, Kevin (* 1997), dänisch-kongolesischer Fußballspieler
- Tshimanga, Holly (* 1997), belgischer Fußballspieler
- Tshireletso, Lemponye (* 1987), botswanischer Fußballspieler
- Tshireletso, Thalosang (* 1991), botswanischer Leichtathlet
- Tshisekedi, Étienne (1932–2017), kongolesischer Politiker
- Tshisekedi, Félix (* 1963), kongolesischer PolitikerFélix Tshisekedi (* 1963)

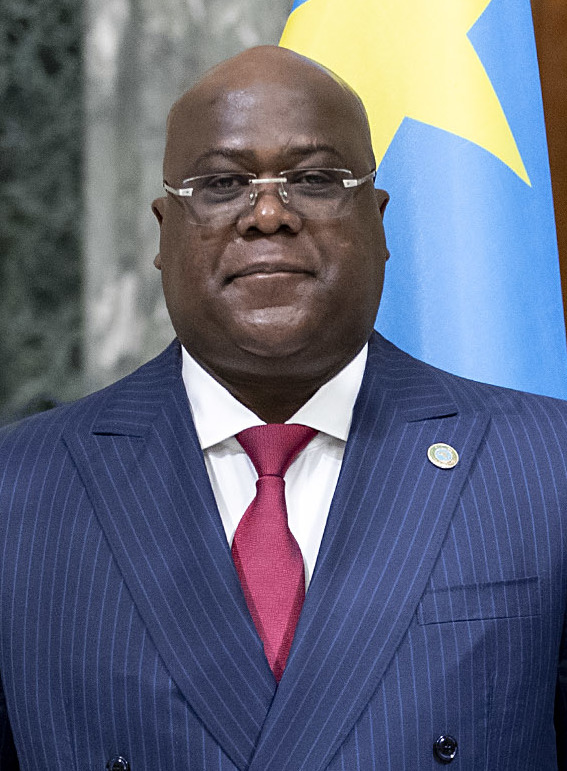
Félix Tshisekedi (* 1963)

- Tshite, Tshepo (* 1997), südafrikanischer Leichtathlet
- Tshitoko Mamba, Pierre-Célestin (* 1956), kongolesischer Geistlicher, Bischof von Luebo

### Tsho
- Tshomba Shamba Kotsho, Vincent (* 1963), kongolesischer römisch-katholischer Geistlicher und Bischof von Tshumbe
- Tshomba, Butch (* 1975), belgischer Basketballspieler
- Tshomba, Douglas (* 1983), belgischer Basketballspieler
- Tshomba, Duke (* 1978), belgischer Basketballspieler
- Tshomo, Karma (* 1973), bhutanische Bogenschützin
- Tshosa, Oarabile (* 2001), botswanische Sprinterin

### Tshu
- Tshülthrim Gyatsho (1816–1837), zehnter Dalai Lama
- Tshuva, Yitzak (* 1953), israelischer Unternehmer

### Tshw
- Tshweneetsile, Leungo (* 1981), botswanische Badmintonspielerin